# Автозаводський район (Кременчук)
Автозаводськи́й райо́н — адміністративний район міста Кременчук на лівому березі Дніпра. На півдні обмежений водами Дніпра й Крюківським районом Кременчука; на півночі обмежений ланами Кременчуцького району.
У межах району протікають річки Дніпро, Сухий Кагамлик, Крива Руда.
Частана району (мікрорайон Ближнє Молодіжне і все що на північ від нього) входить до складу виборчого округу 150 разом з містом Горішні Плавні, Глобинським і Кременчуцьким районами.

## Історія
Кременчук — давнє руське місто, що відоме з 14-15 сторіччя. Землі Крюкова входили до Запорозької Січі.

## Місцевості
Частина центру біля міськвиконкому, Щемилівка, Ревівка, Новоіванівка, Чередники, Млинки-Лашки, Велика Кохнівка, Молодіжне.

## Вулиці

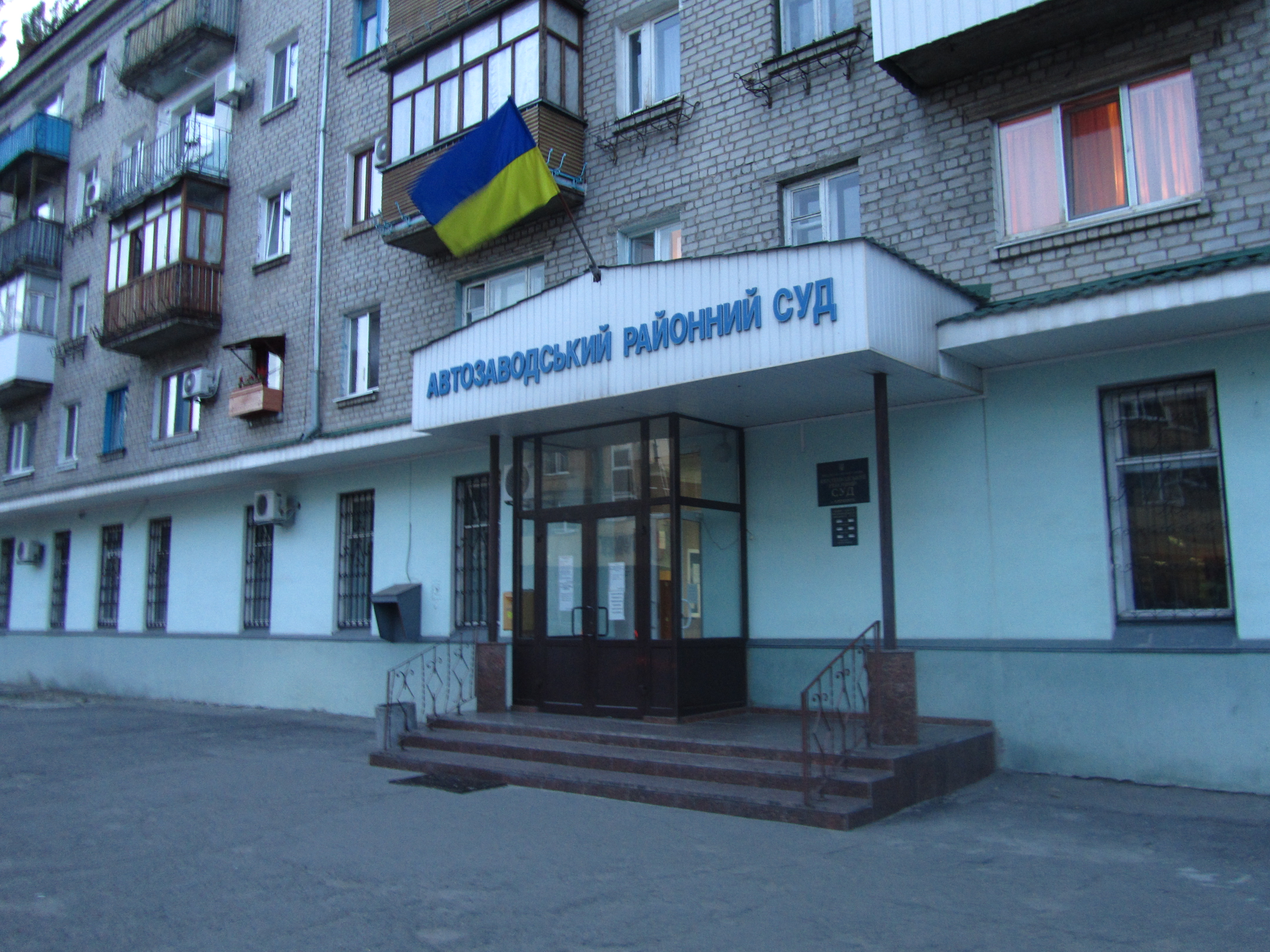
Автозаводський районний суд

Основними і найбільшими вулицями є:
- Університетська
- Соборна
- Троїцька
- Небесної Сотні
- Перемоги
- Богдана Хмельницького
- Київська
- Вадима Пугачова
- Полтавський проспект
- проспект Свободи
- проспект Лесі Українки